# Brezovica pri Mirni
Brezovica pri Mirni je naselje v občini Mirna.
Brezovica pri Mirni je deloma gručasto, deloma obcestno naselje na jugozahodnem pobočju Brezovškega hriba, ki proti severu prehaja v Mirnski hrib. Hiše stojijo ob cesti, ki pelje iz Rogovile proti Veliki Loki, pripadajoča zaselka sta še Gadna in Vejar v istoimenski, delno močvirni dolini po kateri teče regulirani potok Vejar. Na jugovzhodni strani se svet spušča proti Gomili, kjer potekata cesta in železnica proti Sevnici, na jugu in jugozahodu pa sta gozdni območji Gmajna in Medvejska hosta. Na tem območju je prst plitva, njive so deloma na terasah, poglavitna pridelka pa sta koruza ter pšenica. V bližini hiš raste staro sadno drevje, povečini jablane in slive, ki jih predelajo v mošt in žganje za domačo uporabo. Vaščani imajo nekaj vinogradov na bližnjem Trbincu ter Debencu.